# 斯捷波韦 (别尔江斯克区)
47°9′23″N 36°4′27″E / 47.15639°N 36.07417°E
斯捷波韋是位於烏克蘭東南部的村莊，由扎波羅熱州別爾江斯克區的切爾尼希夫卡市鎮負責管轄。該村處於貝希姆-喬克拉克河畔，分別距離弗拉迪夫卡2公里和切爾尼希夫卡12公里，始建於1945年，面積1.51平方公里，海拔高度101米，2001年人口107。